# КМОП

Электрическая схема логического элемента «НЕ» (инвертора) на КМОП

КМОП (комплементарная структура металл — оксид — полупроводник; англ. CMOS, complementary metal–oxide–semiconductor) — набор полупроводниковых технологий построения интегральных микросхем и соответствующая ей схемотехника микросхем. Подавляющее большинство современных цифровых микросхем выполнены по технологии КМОП.
В более общем случае название — КМДП (со структурой металл — диэлектрик — полупроводник). В технологии КМОП используются полевые транзисторы с изолированным затвором с каналами разной проводимости, причём в качестве изолятора затвора обычно используется плёнка диоксида кремния, образованная контролируемым окислением кислородом поверхности кремниевого кристалла.
Отличительной особенностью схем КМОП по сравнению с биполярными технологиями (таких как ТТЛ, ЭСЛ и других) является очень малое энергопотребление в статическом режиме (в большинстве случаев можно считать, что энергия от источника питания потребляется только во время переключения логических состояний). Другая особенность структуры КМОП по сравнению с другими МОП-структурами (N-МОП, P-МОП) — использование как n-, так и p-канальных полевых транзисторов, локализованных в одном месте кристалла. Вследствие меньшего расстояния между элементами, КМОП-схемы обладают бо́льшим быстродействием и меньшим энергопотреблением, однако при этом технологический процесс изготовления более сложный и площадь занимаемая логическим вентилем на кристалле больше.
По аналогичной технологии выпускаются дискретные полевые транзисторы с изолированным затвором (MOSFET, metal-oxide-semiconductor field-effect transistor).

## История
Схемы КМОП в 1963 изобрёл Фрэнк Вонлас из компании Fairchild Semiconductor, первые микросхемы по технологии КМОП были созданы в 1968.
Долгое время КМОП рассматривалась как энергосберегающая, но медленная альтернатива ТТЛ, поэтому микросхемы КМОП нашли применение в электронных часах, калькуляторах и других устройствах с батарейным питанием, где энергопотребление было критичным.
К 1990 году с повышением степени интеграции микросхем встала проблема рассеивания энергии на элементах. В результате технология КМОП оказалась в выигрышном положении. Со временем были достигнуты скорость переключения и плотность монтажа, недостижимые в технологиях, основанных на биполярных транзисторах.
Ранние КМОП-схемы были очень уязвимы для электростатических разрядов. Сейчас эта проблема в основном решена, но при монтаже КМОП-микросхем рекомендуется принимать меры по снятию электрических зарядов.
Для изготовления затворов в КМОП-ячейках на ранних этапах применялся алюминий. Позже, в связи с появлением так называемой самосовмещённой технологии, которая предусматривала использование затвора не только как конструктивного элемента, но одновременно как маски при получении сток-истоковых областей, в качестве затвора стали применять поликристаллический кремний.

## Схемотехника

Схема логического элемента, выполняющего логическую функцию 2И-НЕ

Топология логического элемента 2И-НЕ в КМОП интегральной схеме

Для примера рассмотрим работу схемы вентиля 2И-НЕ, построенного по технологии КМОП.
- Если на оба входа A и B подан высокий логический уровень, то оба нижних по схеме транзистора открыты, а оба верхних закрыты, то есть выход соединён с землёй.
- Если хотя бы на один из входов подать низкий уровень, соответствующий верхний транзистор будет открыт, а нижний — закрыт. Таким образом, выход будет соединён с напряжением питания и отсоединён от земли.

В схеме нет никаких нагрузочных резисторов, поэтому в статическом состоянии через КМОП-схему протекают только малые токи утечки через закрытые транзисторы, и энергопотребление очень низкое. При переключениях состояний электрическая энергия тратится в основном на перезаряд ёмкостей затворов и паразитных ёмкостей проводников, так что потребляемая (и рассеиваемая) мощность оказывается пропорциональна частоте этих переключений (например, тактовой частоте процессора).
На рисунке конфигурации микросхемы 2И-НЕ показано, что в ней используются два полевых транзистора с разным типом проводимости канала. Верхний полевой транзистор формирует высокий уровень на выходе логического элемента, если любой из затворов имеет низкий уровень, а нижний полевой транзистор формирует высокий уровень на выходе логического элемента, если оба затвора имеют высокий уровень.
Поскольку переключение n-канальных и p-канальных транзисторов занимает конечное время, на короткое время оба типа транзисторов могут быть открыты, и между цепями питания возникает импульсный сквозной ток через последовательно включённые транзисторы. Это приводит к повышению энергопотребления.

### Защита от статического электричества

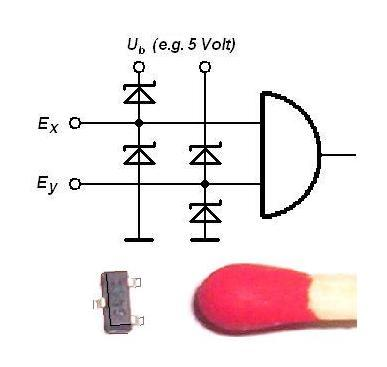
Два входа логического элемента защищены от разрядов статического электричества двумя диодными цепочками. Внизу — трёхвыводная защитная диодная сборка в виде микросхемы в сравнении со спичечной головкой

Так как затворы МДП-транзисторов имеют большое входное сопротивление, а толщина подзатворного диэлектрика очень мала, электростатический разряд может привести к пробою подзатворного диэлектрика и необратимому выходу микросхемы из строя. Для защиты от статического электричества каждый вывод КМОП-микросхемы оснащают защитной схемой, в которую входят диоды с низким напряжением пробоя, через которые каждый вход соединён с шинами питания. Такие диоды обычно интегрированы в саму микросхему, но могут быть также являться внешним устройством.

## Технология

Последовательность операций травления и осаждения для получения типовой КМОП-структуры логического инвертора

Примесный профиль комплементарной пары МОП-транзисторов

Последовательность технологических операций при создании КМОП-логики и профиль легирования кристалла приведены на рисунках.

## Серии и семейства логических КМОП-микросхем
Основные источники .

### Серии и семейства логических КМОП-микросхем
- На КМОП-транзисторах (CMOS):
  - 4000 — CMOS с питанием от 3 до 15 В, 200 нс;
  - 4000B — CMOS с питанием от 3 до 18 В, 90 нс;
  - 74C — семейство в серии 7400, аналогичное 4000B;
  - 74HC — высокоскоростное CMOS, по скорости аналогично семействам LS, 25 нс;
  - 74HCT — высокоскоростное, совместимо по выходам с биполярными сериями, 25 нс;
  - 74HS — логика общего назначения с вентилями с одним, двумя и тремя входами, 7.5 нс;
  - 74HST — TTL-совместимая логика, с вентилями с одним, двумя и тремя входами, 6.3 нс;
  - 74AC — улучшенное CMOS, скорость в целом между семействами S и F, 7.5 нс;
  - 74ACT — улучшенное CMOS, совместимо по выходам с биполярными сериями, 10 нс;
  - 74ACQ — расширение семейства, специально разработанное для приложений, чувствительных к уровню шума, 6.5 нс;
  - 74AHC — улучшенное высокоскоростное CMOS, втрое быстрее серии HC;
  - 74AHCT — улучшенное высокоскоростное CMOS, совместимо по выходам с биполярными сериями;
  - 74ALVC — с низким напряжением питания (1,65—3,3 В), время срабатывания 2 нс;
  - 74AUC — с низким напряжением питания (0,8—2,7 В), время срабатывания <1,9 нс при напряжении питания 1,8 В;
  - 74FC — быстрое CMOS, скорость аналогична серии F;
  - 74FCT — быстрое CMOS, совместимо по выходам с биполярными сериями;
  - 74LCX — CMOS с питанием 3 В и 5В-совместимыми входами, 4.5 нс;
  - 74LVC — с пониженным напряжением (1,65—3,3 В) и 5 В-совместимыми входами, время срабатывания < 7,7 нс при Vпит=3,3 В, <9 нс при напряжении питания 2,5 В;
  - 74LVQ — с пониженным напряжением (3,3 В);
  - 74LVX — с питанием 3,3 В и 5 В-совместимыми входами, 10.6 нс;
  - 74VHC — сверхвысокоскоростное CMOS-семейство — быстродействие сравнимо с S, входы совместимы с 5 В, 8.5 нс;
  - 74VHCT — сверхвысокоскоростное CMOS, совместимая по выходам с биполярными сериями;
  - 74VCX —  высокоскоростная серия КМОП, позволяющая взаимодействовать системам 3.3V и 2.5V, с 3.6V-толерантными входами и выходами, 2 нс;
  - 74UHC —  Высокопроизводительная логика с одним и двумя входами, допускающая 5V-перенапряжение по входам и выходам;
  - 74G — суперсверхвысокоскоростное для частот выше 1 ГГц, питание 1,65—3,3 В, 5В-совместимые входы;
- BiCMOS
  - 74BCT — BiCMOS, TTL-совместимые входы, используется для буферов;
  - 74ABT — улучшенное BiCMOS-семейство, TTL-совместимые входы, быстрее ACT и BCT, 4 нс;
  - 74LVT —  высокая скорость, высокая нагрузочная способность для приложений с питанием 3.3V, 3.5 нс.

Для более гибкого применения у ряда производителей существуют также особые семейства, в которых каждая ИМС включает всего 1 логический элемент в 5..6-выводном корпусе, что бывает полезно для конструкций с малым количеством разных элементов и минимальным размером платы (например: 74LVC1G00GW фирмы NXP; SOT353-1 Single 2-Input Positive-AND Gate)

### Серии логических КМОП-микросхем производства СССР

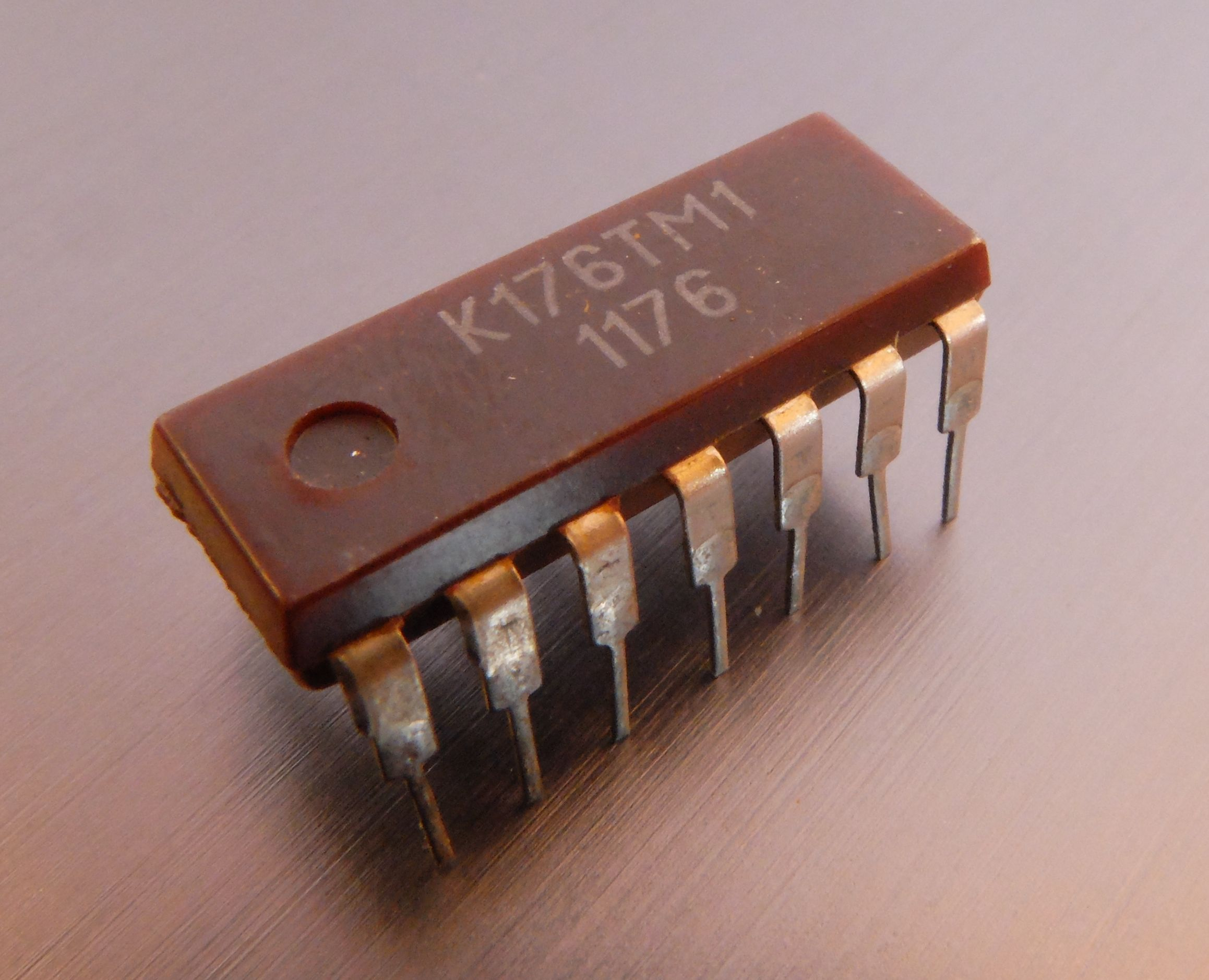
Микросхема К176ТМ1 — 2 D-триггера

- 164, 176 соответствуют серии 4000, но у 164 и 176 серий номинальное напряжение питания 9 В ±5 % (сохраняют работоспособность при 4,5-12 В);
- 561 и 564 — семейству 4000A из серии 4000;
- 1526 — вариант 564ой серии с повышенной стойкостью к спецфакторам;
- 1554 — семейству 74AC из серии 7400;
- 1561 — семейству 4000B;
- 1564 — семейству 74HC;
- 1594 — семейству 74ACT (ТТЛ-входы);
- 5564 — семейству 74HCT (ТТЛ-входы);
- 5574 — семейству 74LVC;
- 5584 — семейству 74VНС;
- 5514БЦ1 — серия логических микросхем на основе БМК. Предназначена для замены логических микросхем серий 1564 и их зарубежных аналогов.
- 5514БЦ2 — серия логических микросхем на основе БМК. Предназначена для замены логических микросхем серий 1554 и их зарубежных аналогов.
- 5524БЦ2 — серия логических микросхем на основе БМК. Предназначена для замены логических микросхем серий 5574 и их зарубежных аналогов.
- 5554БЦ1 — серия логических микросхем на основе БМК. Предназначена для замены логических микросхем серий 564 и их зарубежных аналогов.